# Benjamin Vandier
Marie Édouard Benjamin Vandier est un homme politique français né le 9 mars 1835 à Bellême et mort le 23 août 1878 à Viroflay.

## Biographie
Benjamin Vandier est le fils de Jules Théodore Armand Vandier, maire de Bellême, président de la Société académique de Nantes, et d'Agapith Monthéan. Marié à Clémence Bridon, fille d'un agent de change, il est l'arrière grand-père de l'amiral Pierre Vandier.
Entré à l'École navale en 1851, il quitte l'armée en 1869 avec le grade de lieutenant de vaisseau.
Conseiller général de l'île d'Yeu en 1870, il est représentant de la Vendée en 1871, siégeant au centre droit, il est secrétaire de la Chambre en 1874. Il est sénateur de la Vendée de 1876 à 1878.

## Distinctions
- Chevalier de la Légion d'honneur (14 septembre 1855)[1]

## Sources
1. ↑  « Recherche - Base de données Léonore », sur www.leonore.archives-nationales.culture.gouv.fr (consulté le 8 octobre 2023)

- « Benjamin Vandier », dans Adolphe Robert et Gaston Cougny, Dictionnaire des parlementaires français, Edgar Bourloton, 1889-1891 [détail de l’édition]